# Ciryam
Ciryam – polska grupa muzyczna grająca rock, rock progresywny i metal progresywny.

## Życiorys

### 1999-2004
Zespół założył Robert Węgrzyn (gitarzysta, tekściarz, menadżer, krytyk muzyczny, recenzent) w 1999 roku. Końcem września 2001 r. zespół nagrał swoją pierwszą płytę demo zatytułowaną „…modlitwa”. W październiku 2002 nagrał w języku angielskim drugą płytę demo zatytułowaną „…the prayer” w białostockim Hertz Studio.
W kwietniu 2003 roku zespół zmienił nazwę na CIRYAM (czyt. Kirjam). W sierpniu 2003 podpisał kontrakt na realizację nagrań dwóch albumów z warszawską art rockową wytwórnią Ars Mundi. W tym samym miesiącu rozpoczął pracę w studiu Lynx Music w Krakowie, nagrywając materiał na pierwszą oficjalną płytę „Szepty dusz”, która wydana została 7 czerwca 2004. Płyta ta była również dystrybuowana w Japonii.

### 2006-2008
W kwietniu 2006 zespół podpisał kontrakt z wytwórnią TC MUSIC / Metal Mind Productions na nagranie, wydanie i promocję kolejnych albumów CIRYAM. Premiera drugiego albumu, zatytułowanego „W sercu kamienia”, miała miejsce 22 maja 2006 roku. Od czerwca do sierpnia tego roku odbyła się trasa plenerowa z Radiem Rzeszów (Radio Biwak). Zespół brał udział w międzynarodowych festiwalach: Hunter Fest – Szczytno, Art Rock Fest -Lubin i prezentował videoclip „w ciszy” podczas festiwalu videoclipów Yach Film 2006. W listopadzie i grudniu 2006 odbyła się Kamienna Trasa Ciryam promująca album ”W sercu kamienia”.
W styczniu 2007 roku gazeta „Nowiny” opublikowała ranking najciekawszych zespołów 2006 roku z całego regionu. Zespół został zaprezentowany po raz pierwszy i zajął trzecie miejsce (brązowy scenik 2006 gazety Nowiny i ich czytelników). W styczniu 2007 odbyła się premiera utworu „Hatif” na liście przebojów Radia Centrum w audycji „Czad lista”. Utwór notowany był przez 8 tygodni na pierwszym miejscu.
24 marca 2007 zespół wystąpił na Metalmani. W marcu i kwietniu 2007 odbyła się trasa koncertowa „CIRYAM TOUR 2007”, podczas której zespół wykonał 10 koncertów w różnych miejscach Polski. 14 czerwca zespół koncertował w klubie Stodoła przed zespołem Type O Negative. W okresie letnim Ciryam koncertował m.in. w Żywcu i na targach muzyki Music Media w Krakowie. We wrześniu 2007 podpisał umowy sponsoringowe z SOUNDMAN, MAYONES GUITARS, MARKL L.
W styczniu 2008 utwór zespołu „Łowcy światła” znalazł się na kompilacji z festiwalu Metalmania 2007. 12 sierpnia 2008 zespół podpisał umowę z Fonografiką; nową firmą wydawniczo-dystrybucyjna trzeciego albumu Ciryam „Człowiek motyl”. Premiera tej płyty odbyła się 12 września 2008 roku; poprzedziła ją prezentacja videoclipów promujących album do utworu „Venus” w dwóch wersjach językowych.

### 2009-2012
W roku 2009 zespół pozyskał partnerów medialnych: PetroMechanika, Metal Centre, Przybytek Uciech Muzycznych, Radio ProRock, Projekt „Q”, Radio Dla Ciebie, kaliskie Radio Centrum, Pro Radio, Only Good Music, Perfect Prog, Restyle.pl, polskie Radio Szczecin. Zespół koncertował podczas festiwalu „Piecowisko”, „Jarmarku podhalańskiego”, „RzeszOFF Art Festiwal”, „Festiwal Rock Autostrada”, wystąpił w Hit Generator (zajął czwarte miejsce) oraz na koncercie z zespołem Sabaton.
W latach 2010–2011 Ciryam dawał koncerty m.in. w Klubie Studio, warszawskiej stodole, podczas „Open Mind Festival”, „Cieszanów Rock Festiwal”. W konkursie studia Recmart, gdzie przez trzy miesiące głosowano na swoich wykonawców i ich utwór, Ciryam znalazło się na 3 miejscu z utworem „Venus”. W roku 2010 utwór ten znalazł się na liście przebojów w europejskim radio EKR.
W 2012 w składzie Ciryam pojawiła się dwójka nowych muzyków – basista Darek i skrzypaczka Agata. Rok ten wykorzystano na liczne próby i przygotowania do pierwszych koncertów. Zespół w nowym składzie zadebiutował koncertem na ziemi krośnieńskiej tj. na Święcie Balonów, gdzie oglądało go kilkanaście tysięcy widzów. W tymże roku gitarzyści Ciryam – Robert i Kuba – zostali oficjalnymi endoserami marki Mayones Guitar. A w sezonie koncertowym zespół zagrał liczne koncerty plenerowe, występował na  Dniach miast, Juwenaliach, zlotach, koncertach charytatywnych i in.

### 2013
W tym roku zespół zagrał wiele koncertów – Ursynalia The Tour – Katowice, koncerty charytatywne, Dni miast, zloty. Trwały prace nad nowym albumem, zespół przygotował materiał, który został zarejestrowany w krakowskim studiu Lynx Music, mixy i mastering wykonano w białostockim studiu Hertz. Zrealizowano również materiały video (clipy) do utworu singlowego. 

### 2014
W tym roku rozpoczęto intensywne prace związane z najnowszą produkcją Ciryam; przedstawiono tytuł płyty (DESIRES), opracowano koncepcję okładki – digipacka, trwały też negocjacje z wytwórniami o jak najlepsze warunki dystrybucyjne, promocyjne.
Zespół zorganizował klubową trasę razem z zaprzyjaźnionym zespołem Kita z Brazylii. Z końcem roku otrzymał zaproszenie do udziału w popularnym talent show Mam Talent, gdzie doszedł do etapu Warszawa po raz drugi, znalazł się w gronie najlepszej 80. z kilkunastu tysięcy startujących. W grudniu zespół podpisał kontrakty z wytwórnią Jessy Art. Records oraz Inverse Music Group z Finlandii.

### 2015
Był to rok koncertowy, na scenie był prezentowany przedpremierowy materiał muzyczny. 12 grudnia – premiera clipu do utworu Alone, singla promującego album, zwiastującego zbliżającą się datę premiery Desires.

### 2016-2022
Zespół zrealizował trasę koncertową Desires Tours 2016 Episode 1, która objęła 9 koncertów na terenie Polski. Koncerty tej trasy zostały podzielone na część akustyczną i część z bardziej żywiołową. 18 marca to data światowej premiery najnowszego wydawnictwa Ciryam – Desires. Premiera miała miejsce w Polsce, Niemczech, Anglii, Szwecji, Estonii, Finlandii, Holandii, Szwajcarii. Płyta wydana nakładem IMR na kraje zagraniczne, natomiast w Polsce wydawcą została wytwórnia Jessy Art. Records, a dystrybutorem Fonografika. 1 czerwca 2016 został przedstawiony drugi clip (tym razem wersja zespołowa) do utworu Alone – promującego najnowszą płytę. Zespół koncertował na Dniach Miast, a także eventach, np.podczas gali boksu KSW i MMA. W roku 2016 nastąpiły również zmiany personalne – zakończyła się współpraca ze skrzypaczką Agatą oraz basistą Darkiem. Na stałe stanowisko basisty objął Jacek Rola. W tym składzie zespół kontynuował promocję Desires.
Lata 2017-2022 upłynęły pod znakiem koncertów, promocji i prac studyjnych. Zespół kończył prace studyjne względem nowego polskojęzycznego albumu. 20 grudnia 2019 roku miała premierę kompozycja WATAHA, która stała się hymnem krośnieńskiego klubu żużlowego WILKI KROSNO.

### 2023
8 marzec miała miejsce premiera najnowszej produkcji „Zamyślony Zapach”, premierowych teledysków do utworów promujących album oraz promocja w mediach, telewizji, radiu oraz liczne koncerty.

### 2024
Rok w którym zespół koncertuje i otrzymuje liczne wyróżnienia oraz zbiera pozytywne recenzje względem najnowszego wydawnictwa.

### 2025
Rok rozpoczął się pod znakiem obchodów 25-lecia działalności artystycznej CIRYAM. Cykl koncertów plus nowe video premiery.

## Muzycy
- wokal – Monika (Midiam) Węgrzyn
- gitara – Robert (Morfeusz – Morfina) Węgrzyn
- gitara – Jakub (Kubek) Czubik
- bas – Jacek (Jaki) Rola

## Dyskografia
- Szepty dusz (7 czerwca 2004)
- W sercu kamienia (22 maja 2006)
- Człowiek motyl (12 września 2008)
- Desires (18 marzec 2016)
- Zamyślony zapach (08 marzec 2023)